# USS Conway (DD-507)
USS Conway (DD-507/DDE-507) là một tàu khu trục lớp Fletcher được Hải quân Hoa Kỳ chế tạo trong Chiến tranh Thế giới thứ hai. Nó là chiếc tàu chiến thứ hai của Hải quân Mỹ được đặt theo tên William Conway (1802-1865), một hạ sĩ quan Hải quân Liên bang đã hành động nổi bật trong cuộc Nội chiến Hoa Kỳ. Nó hoạt động cho đến hết Thế Chiến II, và tiếp tục hoạt động trong Chiến tranh Triều Tiên, cho đến khi ngừng hoạt động năm 1969 và bị đánh chìm như một mục tiêu năm 1970. Nó được tặng thưởng tổng cộng mười lăm Ngôi sao Chiến trận qua hai cuộc chiến tranh.

## Thiết kế và chế tạo
Conway được đặt lườn tại xưởng tàu của hãng Bath Iron Works ở Bath, Maine vào ngày 5 tháng 11 năm 1941. Nó được hạ thủy vào ngày 16 tháng 8 năm 1942; được đỡ đầu bởi bà Frank E. Beatty, phu nhân Đại tá Hải quân Frank E. Beatty, trợ lý Bộ trưởng Hải quân; và nhập biên chế vào ngày 9 tháng 10 năm 1942 dưới quyền chỉ huy của Hạm trưởng, Trung tá Hải quân N. S. Prime.

## Lịch sử hoạt động

### 1943
Conway rời Norfolk, Virginia vào ngày 5 tháng 12 năm 1942 để đi Nouméa, và đi đến Efate vào ngày 13 tháng 1 năm 1943. Nó lại trở ra khơi vào ngày 27 tháng 1, khi lực lượng đặc nhiệm của nó đối đầu với những tàu chiến Nhật Bản triệt thoái binh lính khỏi Guadalcanal. Trong các ngày 29 và 30 tháng 1, lực lượng của nó chịu đựng những cuộc không kích nặng nề của đối phương trong Trận chiến đảo Rennell. Nó đã bắn rơi nhiều máy bay đối phương, và cứu vớt những người sống sót từ chiếc tàu tuần dương hạng nặng Chicago. Trong suốt tháng 2, nó tuần tra giữa Espiritu Santo và Guadalcanal, và từ ngày 4 đến ngày 6 tháng 3 đã tham gia cuộc bắn phá Vila Stanmore cũng như một đợt càn quét tàu bè trong vịnh Kula.

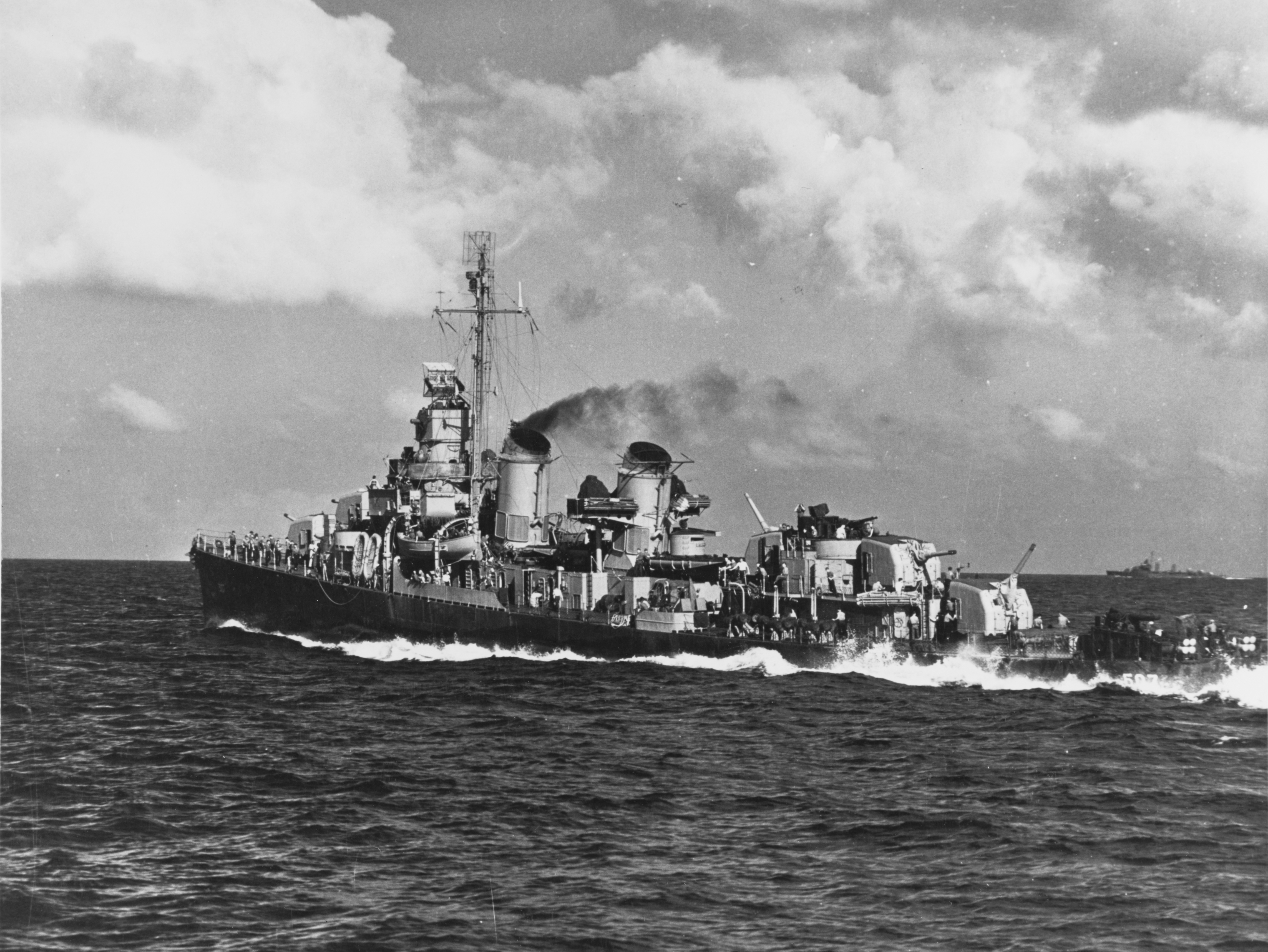
Conway, tháng 8 năm 1943.

Từ ngày 10 tháng 3, Conway hoạt động tuần tra và huấn luyện từ Efate; rồi khởi hành từ căn cứ này vào ngày 15 tháng 6 hộ tống cho các tàu tiếp liệu để hỗ trợ cho cuộc đổ bộ lên Rendova. Nó tiếp tục đảm nhiệm vai trò tương tự cho các hoạt động tại New Georgia, và tiến hành bắn phá Kolombangara và Munda. Từ ngày 26 tháng 7 đến ngày 12 tháng 8, nó hoạt động ngoài khơi vịnh Purvis, hộ tống các đơn vị tiếp liệu và thực hiện các cuộc đột kích ban đêm nhắm vào tàu bè Nhật Bản đi ngược lên "Cái Khe" (eo biển New Georgia). Nó khởi hành từ vịnh Purvis vào ngày 13 tháng 8 để tham gia các hoạt động tại Vella Lavella, hộ tống các tàu đổ bộ LST và tàu tiếp liệu đi đến bãi đổ bộ, rồi đảm nhiệm tuần tra về phía Bắc và Tây hòn đảo. Nó quay trở về Guadalcanal vào ngày 30 tháng 8, hộ tống các tàu vận chuyển chở lực lượng Biệt kích Thủy quân Lục chiến, và cho đến ngày 12 tháng 9 đã tiến hành các cuộc đột kích ban đêm vào các sà lan đối phương ngoài khơi Guadalcanal.
Sau khi được đại tu tại quần đảo Fiji và tại Sydney, Australia, Conway quay trở lại khu vực Tây Nam Thái Bình Dương vào tháng 10. Vào ngày 27 tháng 10, nó tham gia đợt đổ bộ ban đầu tại quần đảo Treasury, rồi trong cuộc đổ bộ lên Choiseul. Sau đó nó hỗ trợ cho cuộc đổ bộ lên Bougainville vào ngày 29 tháng 10, và cho đến ngày 10 tháng 2 năm 1944 đã tiếp tục hoạt động hỗ trợ binh lính trên bờ tại Bougainville, bắn phá các mục tiêu trên bờ. Từ ngày 11 đến ngày 17 tháng 2, nó tham gia cuộc đổ bộ lên đảo Green, Papua New Guinea, rồi quay trở lại khu vực Bougainville. 

### 1944
Từ ngày 28 tháng 2 đến ngày 17 tháng 3 năm 1944, Conway bắn phá các mục tiêu trên các đảo New Britain và New Ireland vào ban ngày, và càn quét vào ban đêm truy tìm tàu bè đối phương tại vùng biển chung quanh các đảo này. Nó tiếp tục hoạt động tại khu vực quần đảo Solomon cho đến ngày 4 tháng 5, làm nhiệm vụ hộ tống, tuần tra và thực hành tập trận cùng các tàu tuần dương.
Tại Majuro vào ngày 8 tháng 5, Conway gia nhập Đệ Ngũ hạm đội, rồi lên đường từ Majuro vào ngày 14 tháng 5 để đi Trân Châu Cảng và Kwajalein, nơi nó đón lên tàu binh lính tham gia chiến dịch tại Saipan, cho đổ bộ họ vào ngày 15 tháng 6 dưới hỏa lực mạnh của đối phương, và tiếp tục phục vụ hỗ trợ hỏa lực cùng bảo vệ tàu bè ngoài khơi hòn đảo. Sau khi được tiếp liệu tại Eniwetok, nó tham gia cuộc bắn phá chuẩn bị lên Guam và Tinian, và bảo vệ cho cuộc đổ bộ lên Tinian. Con tàu tiếp tục hoạt động trong Chiến dịch quần đảo Mariana và Palau cho đến ngày 12 tháng 8, khi nó lên đường quay trở về San Francisco để đại tu. 
Conway quay trở lại Ulithi vào ngày 21 tháng 11 để gia nhập Đệ Thất hạm đội, rồi lại ra khơi ngay để tuần tra trong vịnh Leyte, tham gia một cuộc càn quét tàu bè đối phương trong biển Camotes cũng như bắn phá Plompon và vịnh Ormoc. Sau khi được tiếp liệu tại Kossol Roads, nó hỗ trợ cho cuộc đổ bộ lên Mindoro, rồi tuần tra tại khu vực Tây Mindoro và biển Sulu cho đến ngày 23 tháng 12, khi nó quay trở về Manus.

### 1945
Conway lại lên đường vào ngày 31 tháng 12 năm 1944 để tham gia các cuộc đổ bộ lên Lingayen, Corregidor và Parang, và tiếp tục hoạt động tại vùng biển Philippines cho đến tháng 6 năm 1945. Vào ngày 7 tháng 6, nó khởi hành từ vịnh Subic để bảo vệ từ xa cho lực lượng tấn công đổ bộ lên vịnh Brunei. Nó đã hỗ trợ cho hoạt động của các tàu quét mìn và bắn phá chuẩn bị xuống Balikpapan, bảo vệ cho hoạt động của các Đội phá hoại dưới nước (UDT) dọn sạch các bãi đổ bộ, và hỗ trợ hỏa lực trực tiếp cho cuộc đổ bộ. Con tàu được nghỉ ngơi một giai đoạn ngắn tại Leyte để rồi tiếp tục tham gia cuộc đổ bộ lên vịnh Saragani, Mindanao. 
Sau khi chiến tranh kết thúc, Conway tuần tra về phía Đông vịnh Leyte, hỗ trợ cho các hoạt động quét mìn tại Hoàng Hải, viếng thăm Okinawa và Thanh Đảo. Nó ghé qua Jinsen thuộc Triều Tiên từ ngày 20 đến ngày 24 tháng 9, rồi trở thành soái hạm một đội chiếm đóng trong Biển Đông và biển Hoa Nam, giải giáp quân Nhật tại Đông Dương, Đài Loan và Mãn Châu cho đến ngày 29 tháng 12. Chiếc tàu khu trục khởi hành từ Thượng Hải để quay trở về Hoa Kỳ, đi ngang qua San Diego và New York, và đi đến Charleston, South Carolina vào ngày 13 tháng 3 năm 1946. Conway được cho xuất biên chế vào ngày 25 tháng 6 năm 1946 và được đưa về lực lượng dự bị, neo đậu tại Charleston.

### Sau chiến tranh
Conway được cho nhập biên chế trở lại tại Boston, Massachusetts vào ngày 8 tháng 11 năm 1950, sau khi được cải biến thành một tàu khu trục hộ tống với ký hiệu lườn mới DDE-507. Sau khi hoàn tất huấn luyện, nó khởi hành từ Norfolk, Virginia vào ngày 14 tháng 5 năm 1951 để đi sang Sasebo, Nhật Bản, đến nơi vào ngày 15 tháng 6. Chiếc tàu khu trục đã hộ tống một đoàn tàu vận tải đi từ Sơn Đông sang Mãn Châu, tham gia các cuộc thực tập tìm-diệt chống tàu ngầm ngoài khơi Okinawa, và hộ tống bảo vệ cho Lực lượng Đặc nhiệm 77 ngoài khơi bờ biển Triều Tiên. Từ ngày 14 đến ngày 28 tháng 10, nó tham gia bắn phá trực tiếp xuống Kolgochi-Ri, Hodo Pando, Hungnam và Wonsan, cũng như tuần tra tại khu vực này. Nó rời Sasebo vào ngày 31 tháng 10, băng qua kênh đào Suez rồi vượt Địa Trung Hải và Đại Tây Dương để quay trở về Norfolk vào ngày 20 tháng 12.
Conway hoạt động thực tập và huấn luyện từ cảng nhà của nó tại Norfolk dọc theo vùng bờ Đông và tại vùng biển Caribe. Vào ngày 16 tháng 9 năm 1953, con tàu lên đường cho cuộc thực tập đầu tiên cùng Khối NATO tại Bắc Đại Tây Dương, tiếp nối bởi một lượt phục vụ tại Địa Trung Hải cùng Đệ Lục hạm đội, rồi quay trở về Norfolk vào ngày 8 tháng 2 năm 1954. Chương trình huấn luyện của nó nhắm vào vai trò chống tàu ngầm, và con tàu còn được bố trí đến khu vực Địa Trung Hải vào các năm 1955 và 1957, cũng như tuần tra tại khu vực Đông Địa Trung Hải và eo biển Dardanelles vào lúc xảy ra cuộc khủng hoảng tại Jordan. Đến đầu mùa Thu năm 1957, nó viếng thăm các cảng Bắc Âu khi tham gia các cuộc thực tập trong Khối NATO, và từ tháng 1 đến tháng 3 năm 1958 đã tham gia thử nghiệm các vũ khí chống tàu ngầm mới ngoài khơi Key West, Florida.
Vào tháng 4 năm 1958, Conway ra khơi cùng Lực lượng Đặc nhiệm Alfa, một đội thử nghiệm chiến thuật chống tàu ngầm, và trong những năm 1958, 1959 và 1960 đã trải qua phần lớn thời gian ngoài khơi cùng lực lượng này. Vào tháng 6 năm 1960, nó viếng thăm thành phố Québec, Canada, và vào tháng 12 năm đó đã cứu vớt những người sống sót từ một tàu chở dầu bị vỡ làm đôi ngoài khơi mũi Hatteras. Con tàu quay trở lại ký hiệu lườn DD-507 vào ngày 30 tháng 6 năm 1962.
Conway được cho rút khỏi danh sách Đăng bạ Hải quân vào ngày 15 tháng 11 năm 1969; và lườn tàu bị đánh chìm như một mục tiêu vào ngày 26 tháng 6 năm 1970.

## Phần thưởng
Conway được tặng thưởng mười ba Ngôi sao Chiến trận trong Thế Chiến II, và thêm hai Ngôi sao Chiến trận khác khi phục vụ trong Chiến tranh Triều Tiên.